# Kohatu (hop)
Kohatu is een hopvariëteit, gebruikt voor het brouwen van bier.
Deze hopvariëteit is een “aromahop”, bij het bierbrouwen voornamelijk gebruikt vanwege zijn aromatische eigenschappen. Dit is een vrij recente hopvariëteit uit Nieuw-Zeeland.

## Kenmerken
- Alfazuur: 6,8%
- Bètazuur:
- Eigenschappen: aroma van dennennaalden en tropisch fruit